# Summer Side of Life
 (février 2016).
Si vous disposez d'ouvrages ou d'articles de référence ou si vous connaissez des sites web de qualité traitant du thème abordé ici, merci de compléter l'article en donnant les références utiles à sa vérifiabilité et en les liant à la section « Notes et références ».

Summer Side of Life est le septième album studio du chanteur folk canadien Gordon Lightfoot. 
Il a été enregistré entre décembre 1970 et avril 1971 aux studios Woodland Sound à Nashville et est sorti en 1971 sous le label Reprise Records-Warner Bros.
L'album a marqué une rupture avec le son que Gordon avait établi sur son précédent, Sit Down Young Stranger, dans son utilisation de la batterie et de l'instrumentation électrique, auquel il reviendrait plus tard dans la seconde moitié de la décennie. "Redwood Hill" contient des éléments de musique bluegrass.
L'album a atteint la 38e place du classement pop, il a culminé à la 98e place du classement des singles pop tandis que "Talking in Your Sleep" a culminé à la 64e place. Les singles ont atteint respectivement les 21e et 19e rangs au Canada.
La chanson " Cotton Jenny " sera reprise plus tard par Anne Murray , pour qui il fournira un single parmi les vingt meilleurs du classement des singles country américains. La chanson Love and Maple Syrup a été reprise par Taylor Mitchell en 2009. Elle a perdu la vie lors de l'attaque d'un de coyote plus tard cette année-là. Nanci Griffith a repris 10 Degrees and Getting Colder sur son album de 1993, "Other Voices, Other Rooms". La chanson avait déjà été enregistrée par JD Crowe & The New South sur leur album éponyme en 1975.

## Liste des titres
Toutes les chansons ont été composées par Gordon Lightfoot.
| N°  | Titre                       | Durée |
| --- | --------------------------- | ----- |
| 1.  | 10 Degrees & Getting Colder | 2:43  |
| 2.  | Miguel                      | 4:09  |
| 3.  | Go My Way                   | 2:13  |
| 4.  | Summer Side of Life         | 4:05  |
| 5.  | Cotton Jenny                | 3:21  |
| 6.  | Talking in Your Sleep       | 2:56  |
| 7.  | Nous vivons ensemble        | 3:45  |
| 8.  | Same Old Loverman           | 3:21  |
| 9.  | Redwood Hill                | 2:48  |
| 10. | Love & Maple Syrup          | 3:13  |
| 11. | Cabaret                     | 5:49  |

## Musiciens
Tel que noté dans le livret accompagnant l'album :
- Gordon Lightfoot - Guitares, piano, chant
- Red Shea - guitare
- Jerry Shook - guitare
- Chip Young - guitare
- Rick Haynes - basse
- James Rolleston - basse
- Henry Strzelecki - basse
- Roy M. "Junior" Huskey - basse acoustique
- Hargus "Pig" Robbins - piano
- Kenneth A. Buttrey - batterie
- Buddy Harman - batterie
- Jimmy Isbell - batterie
- David Brown - percussions
- Farrell Morris - percussions
- Vassar Clements - violon
- Charlie McCoy - harmonica
- The Jordanaires (Gordon Stoker, Neal Matthews, Hoyt Hawkins, Ray Walker) - chœurs